# ائوروپه
ائوروپه (به یونانی: Ευρώπη) (به انگلیسی: Europa) در اساطیر یونان دختر آگنور و تلفاسا است.
زئوس او را در حال بازی با پریان دریایی دید و عاشقش شد. به‌صورت گاوی سفید نزد او رفت و او را فریفت و با خود به جزیرهٔ کرت برد. ائوروپه از زئوس صاحب سه پسر به نام‌های مینوس، رادامانتوس و سارپدون (Sarpedon) شد.